# Diphyus micramoenus
Diphyus micramoenus là một loài tò vò trong họ Ichneumonidae.